# Тодор Ненов (учител)
 Тази статия е за просветния деец.  За българския офицер вижте Тодор Ненов.  
Тодор Ненов Йорданов с прякор Манастирски е български учител от епохата на Възраждането.

## Биография
Роден е в 1832 година в търновското село Райновци. Брат е на учителя Юрдан Ненов. Учи при Никифор Попконстантинов от Елена, а по-късно в лицей в румънската столица Букурещ. Според други източници, завършва духовната семинария в Одеса. Връща се в българските земи и работи като учител в Неврокоп (1862 - 1863), където открива първото българско взаимно училище. По-късно преподава в Банско (1864), Враня (1864 - 1865), Самоков, Гложене, Аджар, Калофер (1874 - 1877). Пише в „Цариградски вестник“.
След Освобождението на Северна България в 1878 година става адвокат в София. Член е на окръжния съд в Пирдоп, мирови съдия в Златица и Новоселци.